# 廿日市女子高生殺害事件
廿日市女子高生殺害事件（はつかいち じょしこうせいさつがいじけん）とは、2004年（平成16年）10月5日に広島県廿日市市に住む女子高生が自宅で刺殺され、その祖母が重傷を負わされた事件。長らく未解決事件だったが2018年（平成30年）に犯人が逮捕され、2020年（令和2年）に無期懲役が確定した。

## 事件概要
2004年10月5日午後3時ごろ、男K（事件当時21歳）が広島県廿日市市上平良の民家に侵入、家の中にいた高校2年の女子高校生（当時17歳）を刃物で襲撃した。
女子高校生は高校から帰宅後、祖母らに「午後4時ごろまで寝る」と伝え、自宅離れ2階の自室で仮眠を取っていたところをKに刺された。刺された女子高校生はあわててベッドを離れ、悲鳴と階段を駆け下りる音を聞いた祖母（当時72歳）と妹が駆けつけると、離れ玄関先で大量の血を流して階段上り口付近で倒れている女子高校生と近くで立っているKを目撃した。部屋では枕元の音楽機器に接続されていたイヤホンが外れていた。
妹は近くの商店に逃げ込んだが、その間に離れ1階でKは祖母にも襲いかかり、背中や腹を10か所ほど刺して逃走した。妹は裸足のまま、30m離れた近所の園芸店に助けを求めた。女子高校生と祖母は共に意識不明の重体に陥って病院に運ばれたが、女子高校生はまもなく出血多量で死亡、祖母は後に意識を回復した。
事件直後、広島県警察捜査一課は廿日市警察署に捜査本部を設置して犯人の男の行方を追った。凶器を事前に準備した上で被害者を1階の玄関まで追って刺すという凶悪性の高い犯行であり、強固な殺意を抱いた人物による計画的犯行の疑いがあるとしたが、女子高校生は学校内でのトラブルなどもなく、犯人の動機などは不明であった。そのため、被害者である妹と祖母以外の目撃者や有力情報などもないまま、長らく未解決事件となっていた。

## 被疑者の逮捕

### 逮捕に至るまでの経緯
事件発生から14年間にわたり犯人が逮捕されなかったが、父親は事件が風化しないよう、ブログを開設して熱心に情報提供を呼びかけていた。2008年2月には犯人逮捕につながる有力情報の提供者に最高300万円の懸賞金を支払う捜査特別報奨金制度対象事件ともなったこともあり、報道や難事件を扱うテレビ番組などで未解決事件として取り上げられるようになった。
2010年には殺人事件における公訴時効（15年）が廃止されたものの、まったく捜査の進展が見られなかった。

### 別の暴行事件から犯人逮捕
2018年4月13日、別の暴行事件で任意捜査対象であった山口県宇部市の会社員の男K（当時35歳）のDNA型・指紋が、当時現場で採取されたDNA型・指紋などと一致したため、本件の殺人容疑で逮捕された。
逮捕当時、Kは宇部市内にある土木建築会社に勤務していた。職場でのKについて勤務先の社長は「無断欠勤などなく、仕事態度は真面目であった」と評価しており、口数は少なくて大人しかったという。被疑者の父親も、「気は弱いし、引っ込み思案の性格」と評している。
しかし、2018年4月上旬にイラついたという理由で、後ろを向いていた部下の左足上部大腿部を走り寄って蹴り上げ、警察に通報された。その際に山口県警察がKの指紋を採取し、このデータを本件遺留物の指紋と照合したところ、遺留物の指紋と一致したことからKのDNAを採取し、鑑識によるDNA鑑定を経た上で本事件における殺人容疑での逮捕に至った。
供述によると、Kは事件当日に山口県宇部市から広島県廿日市市の犯行現場までバイクで向かったという。実際、事件発生前後にはバイクに乗った不審な男性の目撃情報が複数寄せられていた。また、犯行現場の廿日市市に居住歴はなく、「以前務めていた会社を解雇され、自棄自暴になった」「通りすがりに犯行に及んだ」などと供述した。
同年5月3日にKは祖母に対する殺人未遂容疑で再逮捕され、5月24日に殺人罪と殺人未遂罪で広島地検に起訴された。

## 刑事裁判

### 第一審・広島地裁
2020年3月3日、広島地裁（杉本正則裁判長）で裁判員裁判の初公判が開かれ、罪状認否で被告人Kは「間違っていません」と述べて起訴事実を認めた。
同年3月4日、被告人質問が行われ、被害者をターゲットにした理由についてKは「勤務先を朝寝坊し遅刻したので、怒られると思い寮を出てミニバイクで東京方面に向かって逃げた。広島県に入り、下校中の女子高生を何人か見掛けて考えた」と回答した。また、逮捕された時の心境については「ほっとした気分になった」と回答した。
3月10日に論告求刑公判が開かれ、検察官は長期間逃亡していることから再犯が懸念されることなどを挙げた上で「暴行目的で襲った上、逃げた被害者に対し職場や家庭環境への不満をぶつけた。動機は身勝手で酌量の余地はない」としてKに無期懲役を求刑した。同日の最終弁論で弁護人は「殺害は突飛的な行動だった」として量刑の減軽を求め、結審した。被害者参加制度を利用して公判に参加した被害者の父親は、意見陳述で「自分の子どもの命が奪われたらと考えてほしい。厳しい判決を強く願っています」と述べてKに対して死刑を求めた。
3月18日、広島地裁（杉本正則裁判長）は検察官の求刑通り被告人Kを無期懲役とする判決を言い渡した。この判決に対して検察側・被告人側の双方とも控訴しなかったため、同年4月2日付で無期懲役の判決が確定した。